# جورج مانينغ
جورج مانينغ (بالإنجليزية: George Manning)‏ هو سياسي بريطاني ونيوزلندي، ولد في 11 فبراير 1887 في المملكة المتحدة، وتوفي في 29 ديسمبر 1976 في نيوزيلندا. حزبياً، نشط في حزب العمال النيوزيلندي.